# فوردن
فوردن (به هلندی: Vorden) یک منطقهٔ مسکونی در هلند است که در برونک‌هورست واقع شده‌است. فوردن ۶۷٫۸۹ کیلومتر مربع مساحت و ۸٬۴۰۶ نفر جمعیت دارد.

## نگارخانه

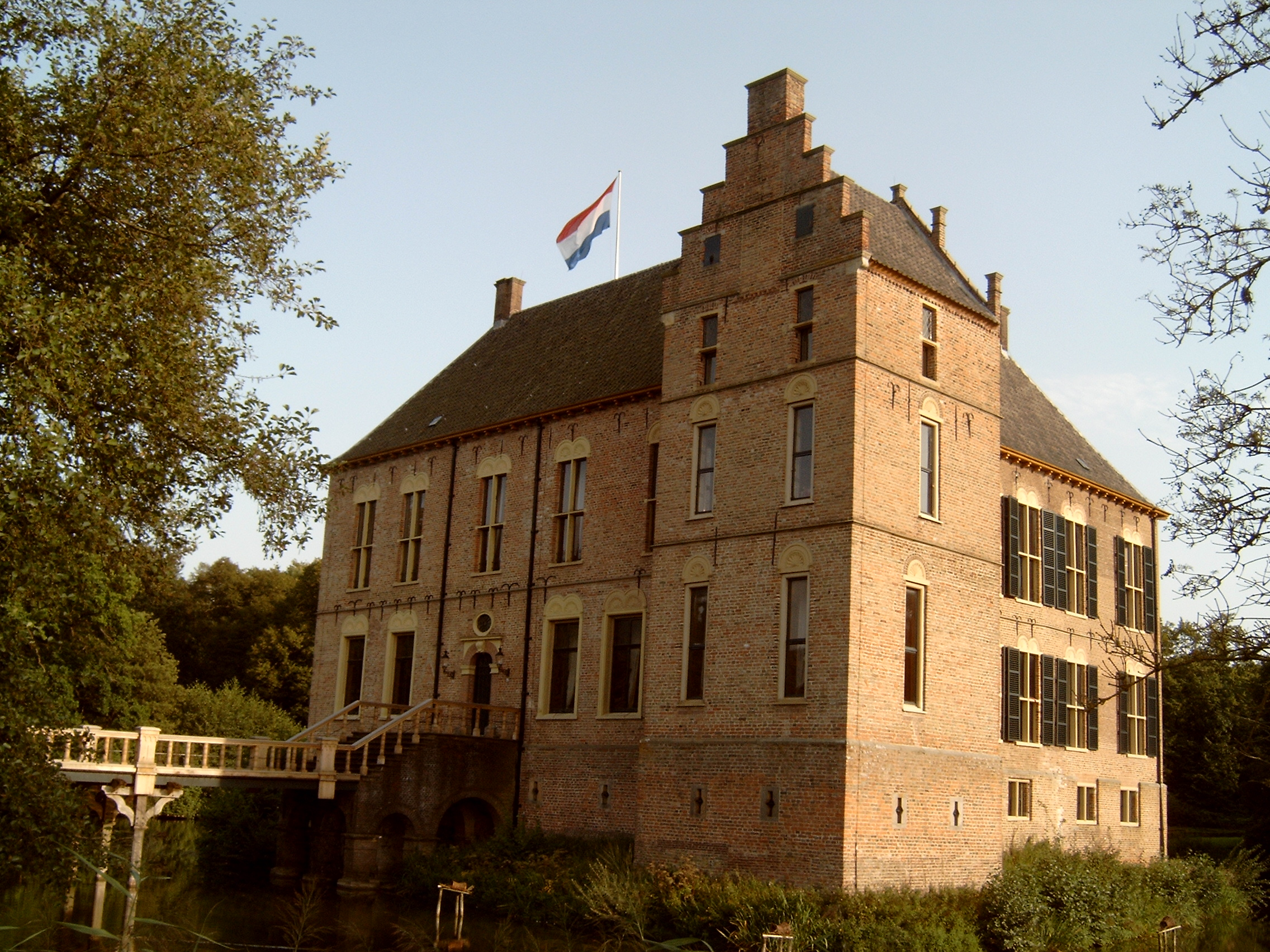
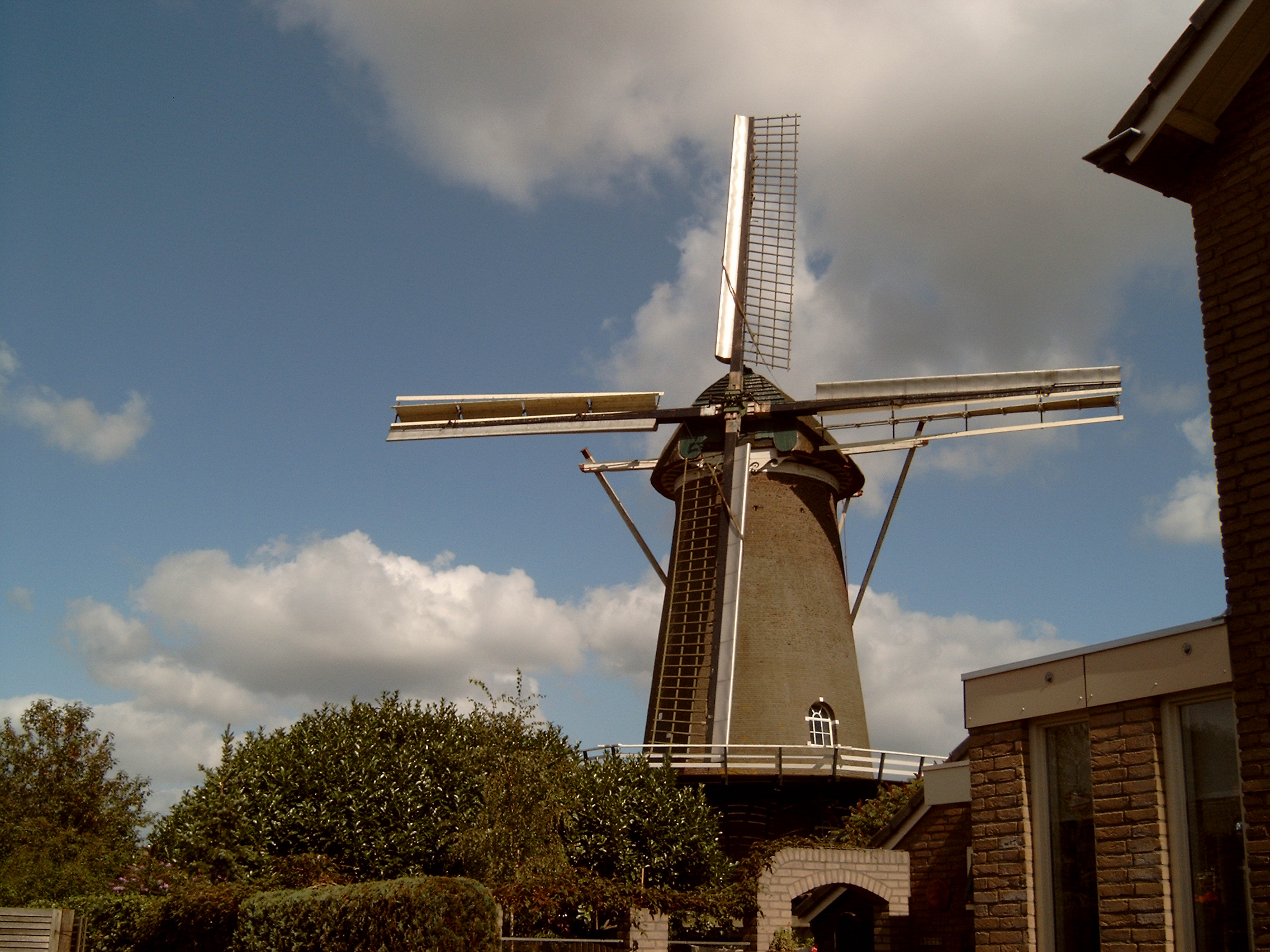